# Губертус фон Путткамер
Губертус фон Путткамер (нім. Hubertus von Puttkamer; 3 листопада 1948, Берлін) — німецький офіцер, адмірал флотилії бундесмаріне.

## Біографія
Представник давнього знатного роду. В 1969 року вступив в бундесмаріне. Після завершення навчання з 1973 року служив вахтовим офіцером на торпедних катерах. В 1976 році перейшов у французький флот як офіцер за обміном. В 1977/81 роках командував торпедними катерами  S 56 і S 53, після чого 4 роки служив на есмінцях. В 1985/86 роках пройшов курс офіцера Адмірал-штабу у Військовій школі Парижа. В 1987/88 роках — командир ракетного есмінця «Роммель». В 1988/90 роках служив у Командному штабі ВМС. З жовтня 1990 по жовтень 1993 року — командир есмінця «Мельдерс». В 1993/95 роках — заступник командир Військово-морського училища в Мюрвіку. В 1995/96 роках — командир 1-ї ескадри есмінців. В 1996/99 роках — офіцер зв'язку при федеральному президенті. В 1999/2001 роках — командир Військово-морського училища в Мюрвіку. В 2001/02 роках проходив курси генералів, флагманів і послів в Оборонному коледжі НАТО. В 2002/03 роках — почесний старший викладач Національного університету оборони США, після чого був призначений військовим аташе у Вашингтоні. З жовтня 2006 року — заступник командира і директор курсу Командної академії бундесверу. В 2008 році відвідав семінар для вищих керівників в Європейському центрі оборонних наук імені Джорджа Маршалла. В листопаді 2010 року вийшов на пенсію. Активний член ордену Святого Йоанна. Станом на серпень 2021 року живе з дружиною в Кілі.

## Сім'я
Одружений з француженкою Катрін Флорентін. В пари народились дочка і 2 сини.

## Нагороди
- Орден Святого Йоанна (Бранденбург), лицар справедливості
- Почесний знак бундесверу в золоті
- Орден Заслуг (Норвегія), командорський хрест
- Орден Корони (Бельгія), командорський хрест
- Орден Британської імперії, почесний командор
- Орден Правої руки Гуркки 3-го класу (Непал)
- Орден Заслуг (Чилі), командорський хрест
- Орден «За заслуги» (Франція), командорський хрест
- Легіон Заслуг (США), офіцер
- Знак для морського персоналу в золоті
- Великий срібний почесний знак «За заслуги перед Австрійською Республікою» (1997)
- Орден інфанта Енріке, командорський хрест (Португалія; 1998)

## Галерея

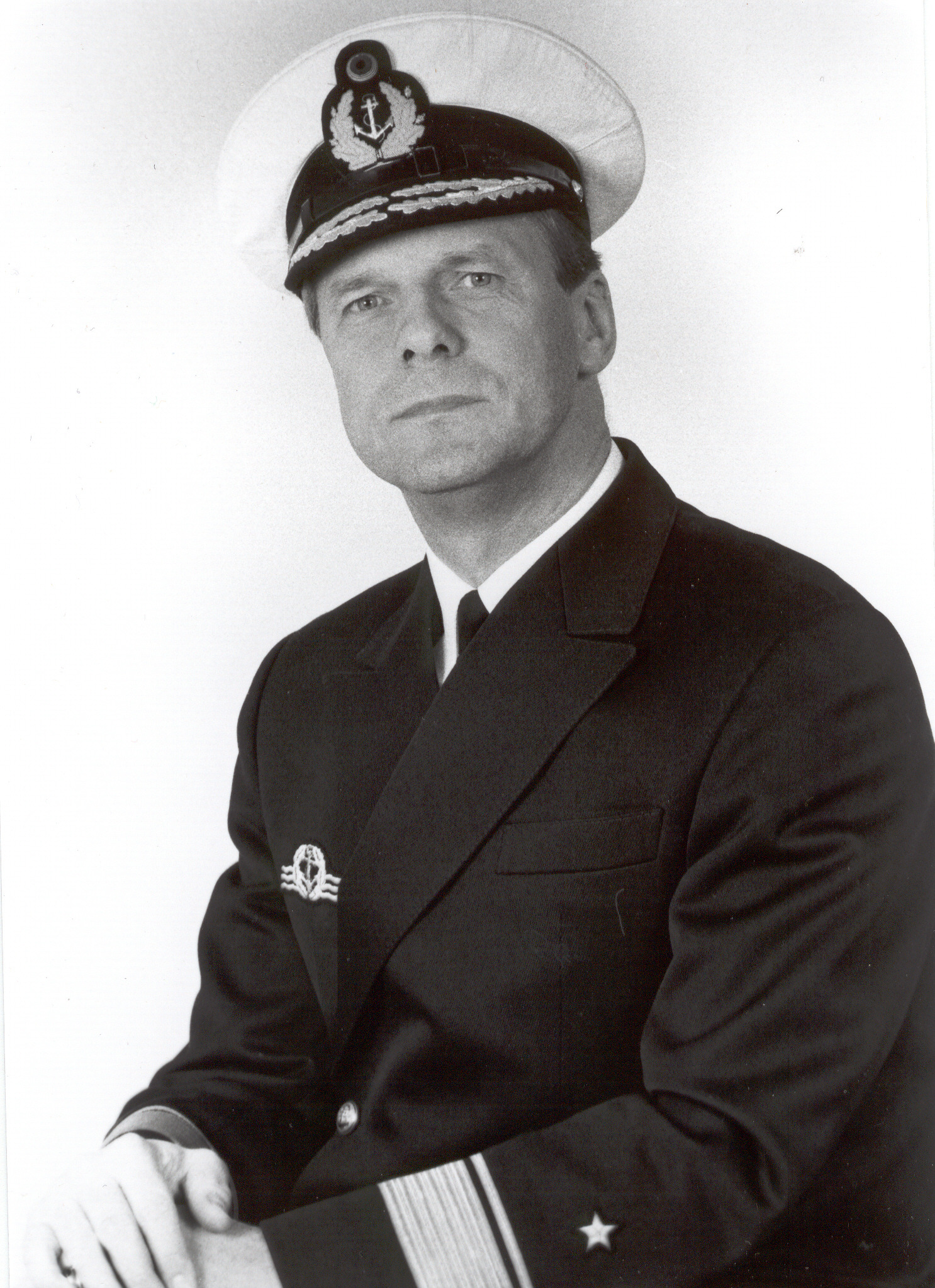
Адмірал флотилії Путткамер (1999).
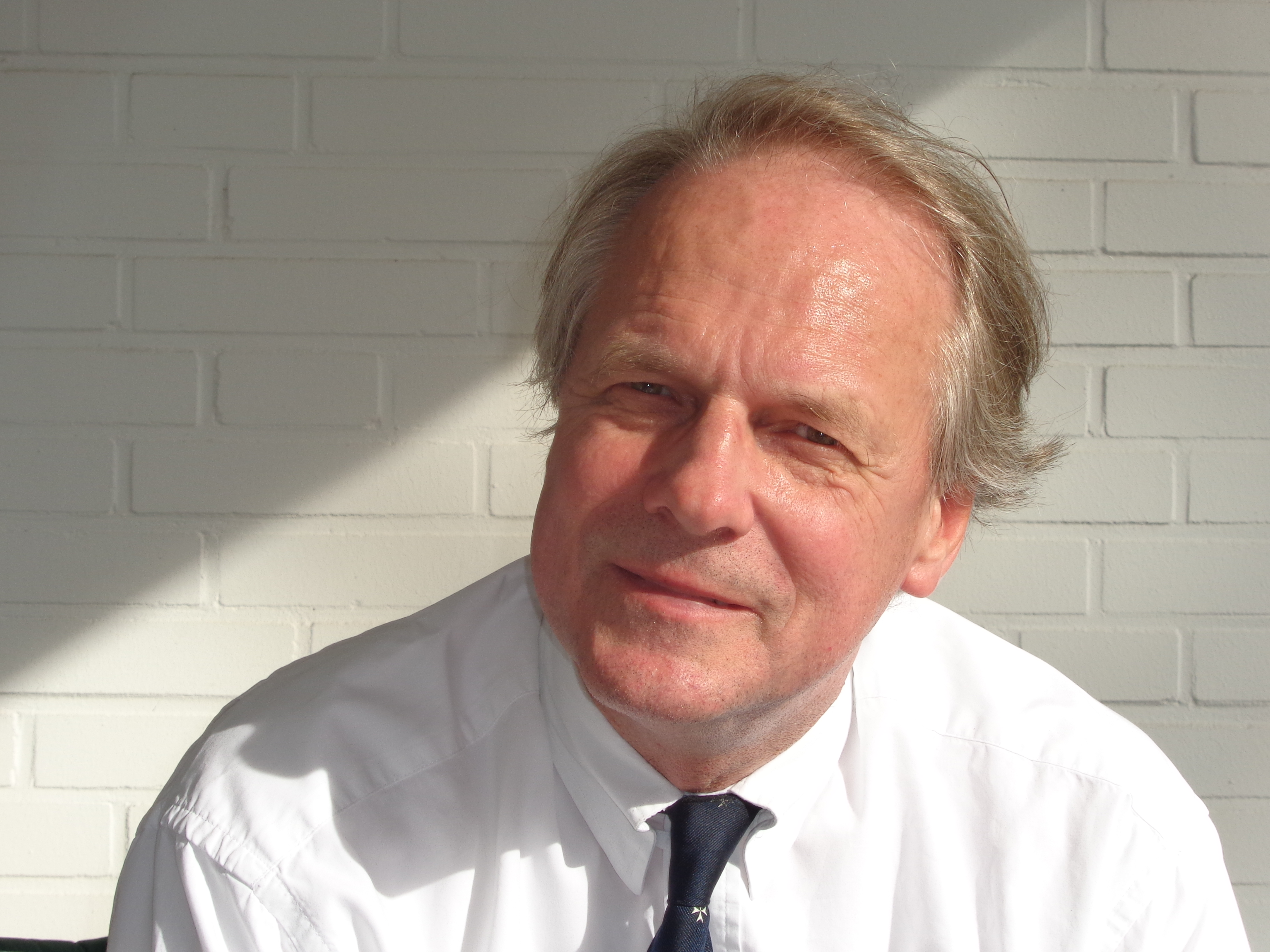
Путткамер в 2014 році.
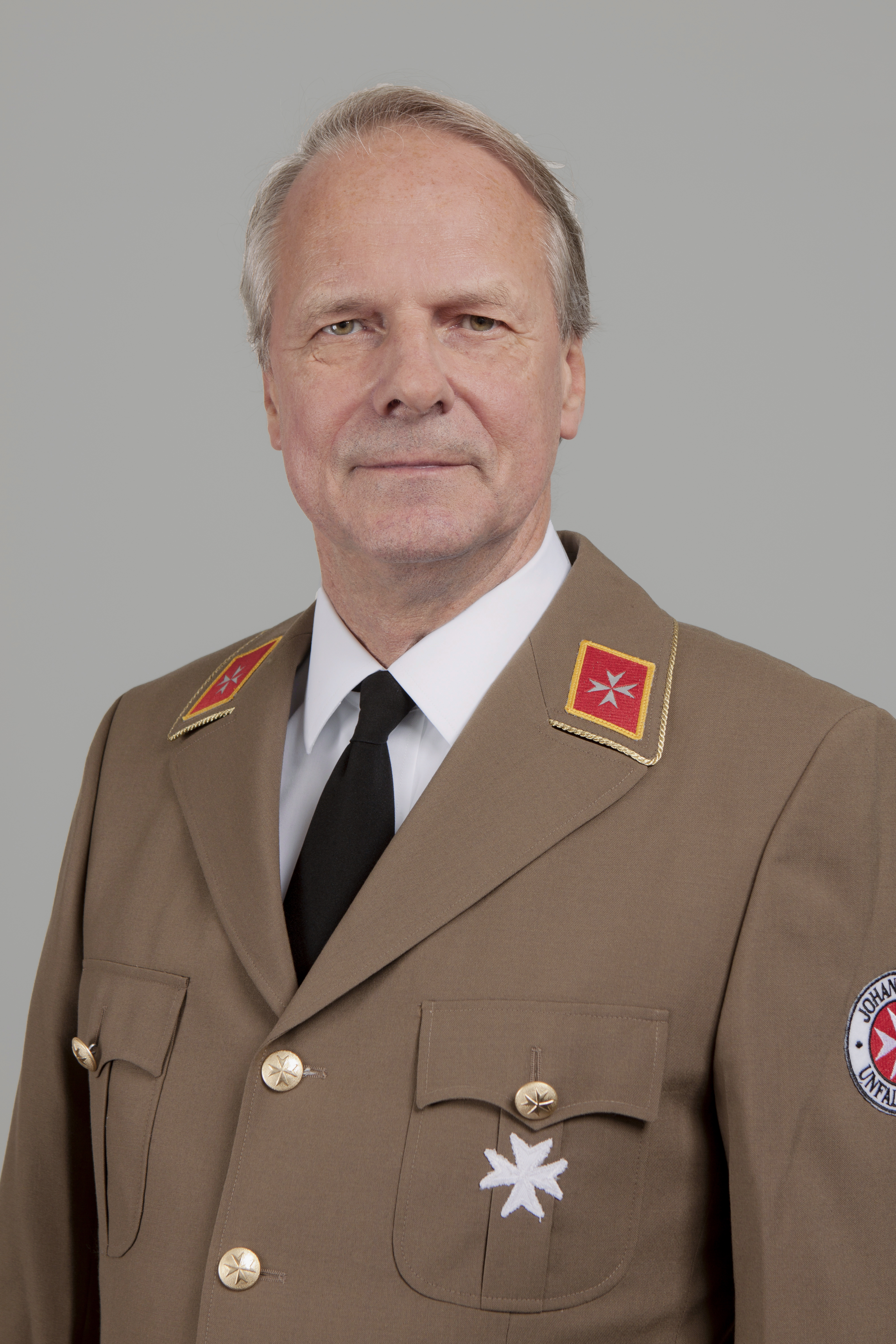
Путткамер в формі Швидкої допомоги іоаннітів (2015).